# Falco (zanger)
Falco, artiestennaam van Johann (Hans) Hölzel (Wenen, 19 februari 1957 – Puerto Plata (Dominicaanse Republiek), 6 februari 1998), was een Oostenrijkse popmuzikant. Hij had enkele internationale hits in de jaren tachtig. Zijn Rock me Amadeus bereikte de nummer 1-positie van de Amerikaanse Billboard Hot 100, als het enige Duitstalige lied tot dan toe.

## Geboorte en kindertijd
Hans Hölzel werd in 1957 in Wenen geboren. Hij overleefde als enige van een drieling. Zijn moeder verloor de andere twee kinderen al in de derde maand van de zwangerschap, na een inwendige bloeding waarvoor zij naar het ziekenhuis gebracht was. Hölzel groeide op als enig kind in de Ziegelofengasse in het Weense stadsdistrict Margareten.
Hij was de zoon van Maria (meisjesnaam Saurer, 1926-2014) en Aloïs Hölzel (1928-2019). Zijn vader was afkomstig uit de deelstaat Neder-Oostenrijk en werkte als ploegbaas in een machinefabriek. Zijn moeder kwam uit de plaats Bad Tatzmannsdorf in de deelstaat Burgenland. Ten tijde van de geboorte van haar zoon was zij bedrijfsleidster van een filiaal van Wasserij Habsburg in het Weense district Penzing. Om het gezinsinkomen te verbeteren nam zij in 1959 een levensmiddelenwinkel in de Ziegelofengasse over.
Al op jonge leeftijd kwam het uitgesproken muzikaal talent van Hölzel naar boven. Zo leerde de jonge Hölzel de schlagerliedjes die hij hoorde op de radio uit zijn hoofd. Op zijn vierde verjaardag kreeg hij een kleine vleugel voor zijn verjaardag. Een jaar later kreeg hij een platenspeler, waarop hij vooral Elvis Presley, Cliff Richard en The Beatles afspeelde. Toen hij op vijfjarige leeftijd voorspeelde bij de Weense muziekacademie, werd bij hem een absoluut gehoor vastgesteld.

## Jeugd en opleiding
In 1963 werd Hölzel geplaatst in de rooms-katholieke privéschool van de Orde der Piaristen. Vanaf 1967 bezocht hij het Rainergymnasium in Margareten. Enige tijd later verliet zijn vader het gezin en groeide hij op onder de hoede van zijn moeder, grootmoeder en een buurvrouw. In deze periode ontstond een hechte verstandhouding met zijn moeder die tot aan zijn dood voortduurde. Na veel spijbelen ging Hölzel van school af. Op aandringen van zijn moeder begon hij een opleiding tot kantoormedewerker bij een verzekeringsbedrijf van bedrijfspensioenen. Met vrienden richtte hij de band Umspannwerk op. Op 17-jarige leeftijd meldde hij zich vrijwillig voor de 8 maanden durende militaire dienst bij het Oostenrijkse leger.
In deze periode speelde hij in eerste instantie elektrische gitaar. Later stapte hij over op zijn favoriete instrument, de basgitaar. Hij schreef zich vervolgens in bij het Wener conservatorium, maar brak de studie al na een semester af om een "echte muzikant" te worden.

## Muzikale carrière

### Start (1977–1980)
Johann Hölzel vertrok voor een paar maanden naar West-Berlijn. Hier speelde hij als jazzgitarist bij verschillende clubs en hij kwam ook in contact met de muziekscene. In een Oostenrijks hotel zag hij op 1 januari 1978 het Schansspringen tijdens het Vierschansentoernooi in Garmisch-Partenkirchen. Hij was diep onder de indruk van "Falke" (valk), de bijnaam van de DDR-skiër Falko Weißpflog (niet te verwarren met de latere Olympisch kampioen Jens Weissflog). Hölzel besloot zich te noemen naar deze sporter, ook omdat 'Falco' volgens hem internationaal uit commercieel oogpunt een betere naam was. Eerst liet hij zich bij een aantal optredens nog aankondigen als Falco Gottehrer of als Falco Stürmer, maar deze toevoegingen werden op den duur weggelaten. Ook veranderde hij zijn officiële naam Hölzel tot het internationaal meer toegankelijker Hoelzel.
Weer terug in Wenen trad Falco toe tot het Erste Wiener Musiktheater (later Hallucination Company), een avant-gardistisch rocktheater. Met deze groep behaalde hij zijn eerste successen, hoewel die binnen de grenzen van de Weense scene beperkt bleven. Later dat jaar stapte hij over naar de politiek-anarchistische band Drahdiwaberl. Daarnaast speelde hij ook nog in zijn eigen band Spinning Wheel. Hier liet Falco, naast zijn muzikale rol als bassist en gelegenheidszanger, ook zijn theatrale kant al zien. Bij de optredens van de "Chaotenband" beschermde hij zijn designerkleding met plastic hoezen tegen beschadigingen. Zijn zelfgeschreven stuk Ganz Wien, dat door de band alleen als opvulling voor de pauze bedoeld was, voerde hij in 1980 in een vocale versie uit als Falco. Dit lied, met het drugsgebruik in de Weense scene als onderwerp, was zeer succesvol bij de Weense undergroundcultuur. Het werd op de radio geboycot.
In mei 1979 produceerde Falco zijn eerste single met de titels Chance to dance en Summer. Deze single werd pas 28 jaar later op een promotie-cd uitgebracht als onderdeel van een advertentiecampagne voor de Weense winkelstraten. De cd bevatte niet alleen de beide originele opnames, maar ook een remix met extra toegevoegde gitaardelen en een interview met de platenproducer, René Reitz.

### De eerste albums (1981–1984)
De Weense platenproducer Markus Spiegel herkende Falco's talent bij een concert van de band Drahdiwaberl en sloot een contract met hem (en de band) af voor drie solo-elpees.
Toen ik Falco bij een Drahdiwaberl-concert in de Weense Sofiensäle voor het eerst zag met zijn nummer Ganz Wien, wist ik zeker dat ik hem als solo-artiest onder contract moest hebben. Falco liet een ongekend charismatische indruk op mij achter.— Markus Spiegel, eind jaren zeventig
Halverwege 1981 verscheen Psychoterror als eerste studioalbum van zijn band, met onder meer het nummer Ganz Wien. In de herfst bracht hij het uit in het Engels als That scene. De single werd opgepakt door radiozenders en bereikte de 11e plaats van de Oostenrijkse Ö3-hitparade. Er verscheen ook nog een Duitstalige versie op zijn debuutalbum en op de B-kant van de derde single Maschine brennt.
Markus Spiegel bracht Falco in contact met de muziekproducent en soundmixer Robert Ponger, die in de zomer van 1981 een lied voor Reinhold Bilgeri had gecomponeerd. Dit lied viel bij hem niet in de smaak, maar wel bij Falco, die er een tekst op schreef. Gezamenlijk produceerden zij het nummer Der Kommissar, dat als clubhit meteen aansloeg. De single werd in de herfst van 1981 uitgebracht en bereikte in 1982 topnoteringen in heel Europa. Bij elkaar werden er van Der Kommissar ongeveer 7 miljoen exemplaren verkocht, waarvan 750.000 alleen al in Frankrijk. Ook aan de andere kant van de oceaan boekte de plaat grote successen: in Canada werd de single met goud onderscheiden en in de Verenigde Staten kwam het hoog in de rock- en dancelijsten terecht. Ook in Guatemala stond dit nummer aan de top van de hitparade. Door zijn vroege succes als blanke rapper werd hij door journalist Rupert Leutgeb ook wel de Godfather van de blanke rap genoemd.
Met de productie van de videoclips bij de singles ontstond er een samenwerking tussen Falco en de regisseurs Hannes Rossacher en Rudi Dolezal, die tot aan zijn dood zou voortduren. In hetzelfde jaar verscheen het bijbehorende album Einzelhaft. Het bereikte de top van de Oostenrijkse hitlijsten en er werden wereldwijd driekwart miljoen van verkocht.
In 1984 verscheen het tweede album Junge Roemer, opnieuw geproduceerd door Robert Ponger. Hoewel het album later werd gezien als Falco's best gelukte plaat, voldeden de verkoopcijfers niet aan de hoge verwachtingen na de voorganger Einzelhaft. In Duitsland werden er 120.000 exemplaren van verkocht en in Oostenrijk waren de verkoopcijfers goed voor een gouden plaat. Om de platenverkoop te vergroten nam Falco het lied Kann es Liebe sein opnieuw op als duet samen met Désirée Nosbusch, maar ook dit was niet erg succesvol.
Junge Roemer was het eerste album dat volledig verfilmd werd. Verschillende delen werden opgenomen in de Verenigde Staten, onder andere in het Chelsea Hotel. Daar werd No answer opgenomen met het Oostenrijkse fotomodel Brigitta Cimarolli. De uitzending van deze muziekvideo volgde in 1984 in de ORF-reeks Helden von heute (Helden van nu) met een special over Falco.

### Internationale doorbraak (1985–1987)

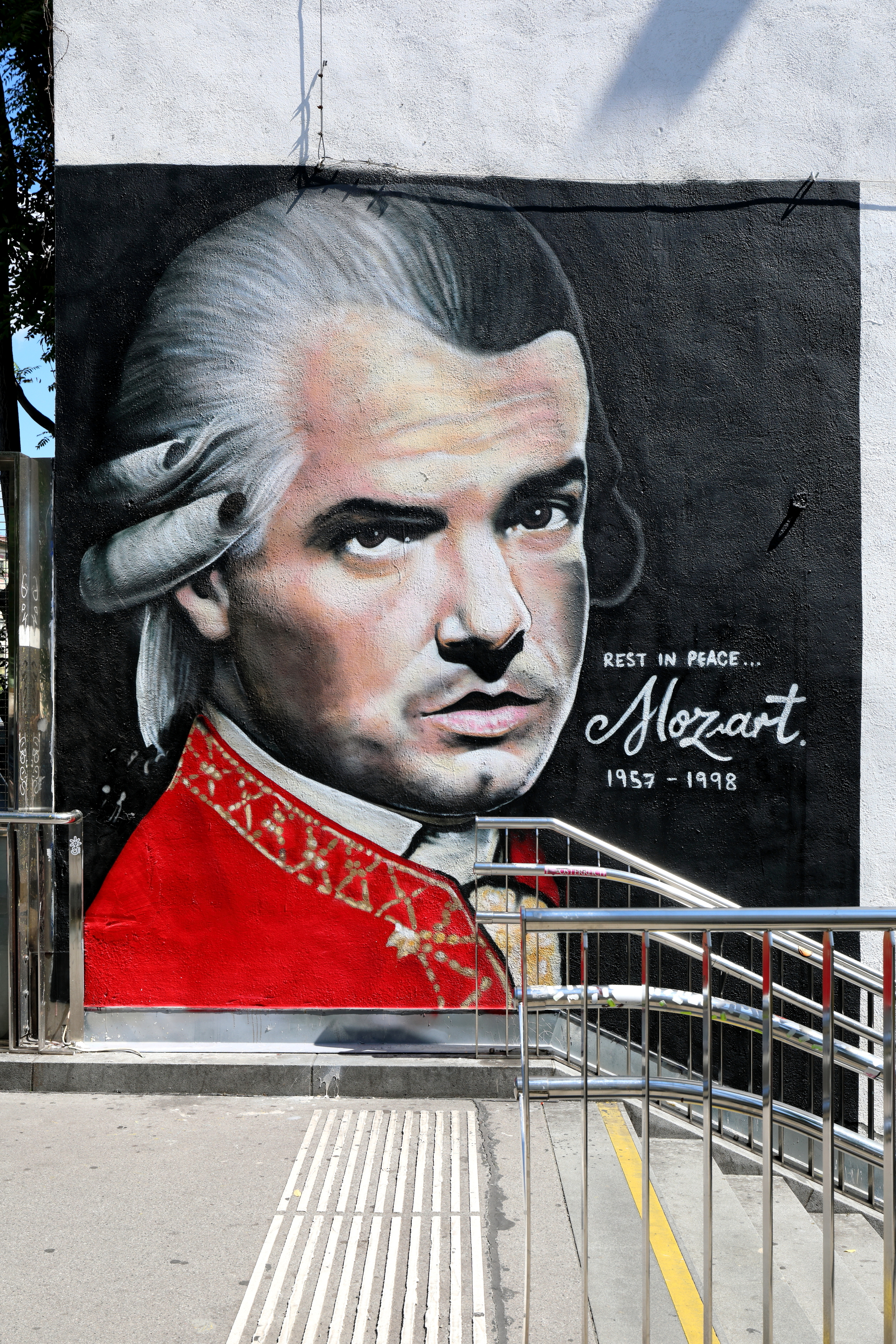
Lush Sux: Falco in Mozartoutfit als ode aan zijn hit Rock me Amadeus bij de Falcostiege vlak bij het U-Bahnstation Kettenbrückengasse

Na de commerciële mislukking met Junge Roemer verliet Falco in 1985 Robert Ponger voor het Nederlandse producentenduo Rob en Ferdi Bolland. Hierna produceerde hij met de broers het album Falco 3. Beïnvloed door Milos Formans bioscoopfilm Amadeus (1984) en verschillende nieuwe Mozart-biografieën, ontstond daarop Rock me Amadeus, de allergrootste hit van Falco. Het lied had al in verschillende landen in Europa de top bereikt, toen het vanaf het begin van 1986 wekelijks steeg op de top-10 van de Amerikaanse Billboard-lijsten. Op 20 maart 1986 bereikte het nummer 1 en het bleef daar drie weken staan, iets wat met nog geen enkele Duitse titel eerder gelukt was. Tegelijkertijd bereikte het album Falco 3 de derde plaats op van de Amerikaanse hitlijst Billboard 200. Rock me Amadeus bereikte een paar weken later ook in Groot-Brittannië de eerste plaats op de hitlijst. Falco was uitgegroeid tot wereldster. Dit onverwachte succes had voor Falco ook een schaduwzijde, want hiermee werd de lat zeer hoog gelegd. Hij twijfelde of hij hierna nog kon tippen aan dit succes of dat de top van roem al bereikt was.
In het Duitstalige gebied waren er hevige en tegenstrijdige reacties op zijn lied Jeanny. Na Rock me Amadeus en Vienna calling werd Jeanny als derde titel van het album uitgebracht als single. Nadat de video op televisie te zien was geweest, braken er heftige discussies over de inhoud van het lied uit. Er waren (radio)zenders die de plaat weigerden te laten horen, omdat Jeanny volgens hen niet alleen een daad van geweld beschreef, maar ook verheerlijkte. De boycots konden het succes niet beteugelen. Integendeel, de single werd alleen maar meer verkocht (→ Streisandeffect). Begin 1986 bezette Jeanny acht weken lang de 1e plaats in Duitsland en het werd met 2,5 miljoen verkochte exemplaren de meest verkochte single van het jaar.
Na zijn tournee in de zomer van 1986 voltooide Falco het vierde album Emotional, dat in de herfst van hetzelfde jaar uitkwam. Op dit album bevinden zich onder andere de singles The sound of musik (waarmee Falco de omstreden verkiezing van de Oostenrijkse bondspresident Kurt Waldheim tot onderwerp maakte), Coming home (Jeanny part 2, One year later) en Emotional. Na het uitbrengen van deze albums ging Falco op wereldtournee: van Oostenrijk via Duitsland en Zwitserland naar Japan.
De zes concerten in Japan zouden dan ook meteen test zijn voor optredens in de Verenigde Staten, die gepland stonden tussen januari en maart 1987. Het enorme succes van Rock me Amadeus en de andere successen wereldwijd maakten het Falco mogelijk als wereldster naar buiten te treden. Dit werd echter verijdeld door het uitstapje naar Japan en door Falco zelf. Door heimwee geplaagd, besloot Falco zijn ambities te staken, omdat dit betekende dat hij dan langer in het buitenland zou moeten blijven. In een later interview met Der Spiegel zei hij: "Ik had meerdere malen de gelegenheid om naar Amerika te gaan. Ik heb het niet gedaan, omdat het mooiste aan de Amerikaanse vlag de rood-wit-rode strepen zijn."

### Tegenslagen (1988–1991)
In het jaar 1987 liet Falco muzikaal niet veel van zich horen. Na de energieverslindende tournee door Japan was hij er fysiek en mentaal slecht aan toe en trok hij zich zo veel mogelijk terug uit de openbaarheid. Nadat in het voorjaar met Emotional alleen de titeltrack van zijn laatste album uitgebracht werd (die in de lijsten maar matig succes had), begon hij in de tweede helft van het jaar met het werken aan nieuw muzikaal materiaal. De opnames voor zijn vijfde album, die hij met Gunther Mende en Candy de Rouge wilde produceren, verliepen echter uiterst moeizaam. Ze werden uiteindelijk gestaakt, toen de platenfirma de kwaliteit van de tot dan toe opgenomen titels bekritiseerde. De enige opname die werd uitgebracht, was de single Body next to body met Brigitte Nielsen. Deze door Giorgio Moroder geproduceerde single, kon echter niet tippen aan de successen van de voorgaande jaren.
In 1988 kwam het na een tussentijdse ruzie met Bolland & Bolland toch nog een keer tot een samenwerking met het duo. Met hun hulp werden de opnames voor het nieuwe album opnieuw opgepakt en afgemaakt. In de herfst van dat jaar verscheen de plaat Wiener Blut. Toch werd er geen aanhoudend commercieel succes geboekt, ondanks plaatsing in de Top 10 van Duitsland en een tweede plaats in Oostenrijk. In vergelijk met de voorganger Emotional bleven de verkoopcijfers duidelijk achter. Van de geplande Europese tour vond alleen het openingsconcert in Oldenburg plaats. De rest van de optredens werden vanwege te weinig belangstelling afgezegd.
Na de mislukking van Wiener Blut beëindigde Falco opnieuw de samenwerking met de Bolland-broers. Met Robert Ponger, die ook de eerste twee albums van Falco geproduceerd had, nam hij het album Data de groove op. De plaat en de gelijknamige single belanden weliswaar in de Oostenrijkse lijsten (plaats 11 bij de albums, plaats 12 bij de singles), maar buiten zijn geboorteland kon Falco geen noemenswaardige succes meer boeken. Met Data de groove werd Falco's commerciële dieptepunt gemarkeerd.
Tijdens een gesprek in 1991 met een redacteur van de Rennbahn-Express zei Falco: "Data de groove was een introvert, zeer persoonlijk album. Mensen willen er geen moeite voor doen om het te snappen. Ik zal geen teksten meer produceren zoals bijvoorbeeld The mega the score desto mono de chrome. Ik wil het nog beter maken. Ik voel me nu sterker dan de laatste vijf jaar. In die periode was ik in de war, maar tegenwoordig werk ik harder aan mijn carrière dan ooit tevoren."

### Comeback (1992–1994)
In de herfst van 1992 verscheen het album Nachtflug, dat duidelijk beter verkocht werd dan Data de groove. Ook de single Titanic (van hetzelfde album) kon zich, in elk geval in Oostenrijk, meten aan de oude successen.
Kort voor het uitbrengen van het album Nachtflug gaf Falco een interview waarin hij ook over de thematiek van Titanic sprak: "Ik heb 200 vrienden gevraagd wat het woord 'decadent' bij ze oproept. Iedereen zei wat anders, maar op de een of andere manier had het met mij te maken. Volgens de Duden (de Duitse Dikke van Dale) betekent het 'ondergang' en toen werd het me duidelijk: de Titanic ... zal waarschijnlijk het succes van Rock me Amadeus niet kunnen evenaren, maar ik geloof wel dat het een krachtig teken van leven gaat worden ... De Titanic houdt zich in elk geval kritisch bezig met de samenleving, die veronderstelt dat er vleugels aangroeien wanneer er een ondergang dreigt, en ik ben ervan overtuigd dat wij ook deel uitmaken van deze samenleving."
Gemotiveerd door het succes van het album Nachtflug ging Falco in mei 1993 opnieuw op tournee in Europa. Als onderdeel van deze tour trad hij een paar maanden later op voor zo'n 150.000 bezoekers bij het Wiener Donauinselfest (het Weense Donau-eilandfeest). Hoewel een hevig onweer de toeschouwers doorweekte en een deel van de techniek op het toneel uitviel, werd het concert in eerste instantie voortgezet. Later werd het vanwege de slechte omstandigheden toch voortijdig beëindigd. In september van dat jaar was Falco te gast bij een 20-jarige jubileumconcert van de Oostenrijkse band Opus in het Grazer Orpheum. Samen met Opus-zanger Herwig Rüdisser hij hun hit Flyin' high.

### Verandering van stijl (1995–1997)

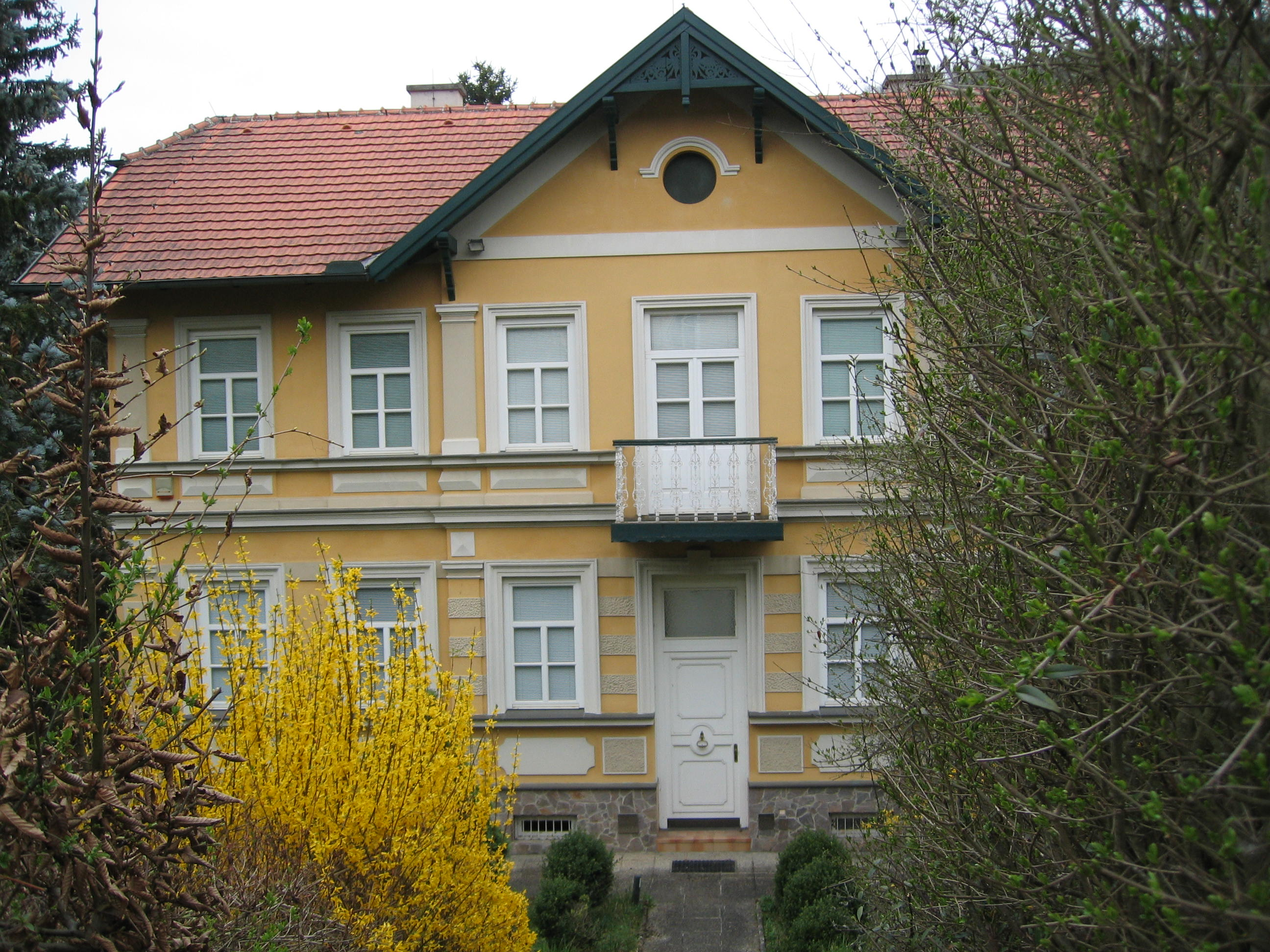
Falco's villa in Gars am Kamp, Hornerstraße 214

In 1995 werd de single Mutter, der Mann mit dem Koks ist da uitgebracht, als technoversie van een zgn. Gassenhauers, oud-Berlijnse levensliedjes uit de jaren twintig van de 20e eeuw. Om succesverwachtingen van een nieuwe single van Falco te omzeilen gebruikte hij het pseudoniem T>>MA. Een half jaar later veroverde de titel de hitlijsten en bezorgde hem onverwacht een nieuwe hit.
In de zomer van 1996 werd het dancenummer Naked (onder Falco feat. T>>MB) uitgebracht, dat de vooruitzichten tot succes moest peilen voor het geplande album Egoisten (de oorspronkelijke titel van Out of the dark). Terwijl de single in Oostenrijk de vierde plaats haalde, werden er in Duitsland nog geen 50.000 exemplaren verkocht. Deze mislukking zorgde ervoor dat Falco zijn ideeën voor het nieuwe album verwierp en het uitkomen ervan voor onbepaalde tijd uitstelde. Naked was het laatste album dat tijdens zijn leven nog uitkwam.
Op 19 februari 1997 gaf Falco in de Dominicaanse Republiek een groot feest voor zijn 40ste verjaardag. Hij speelde hierbij een paar van zijn grootste hits voor de verzamelde gasten en gaf een preview op zijn nieuwe album. Een van de aanwezigen was Niki Lauda die al jarenlang een trouwe vriend van Falco was en later een Boeing 737 doopte met de naam Falco.

## Dood

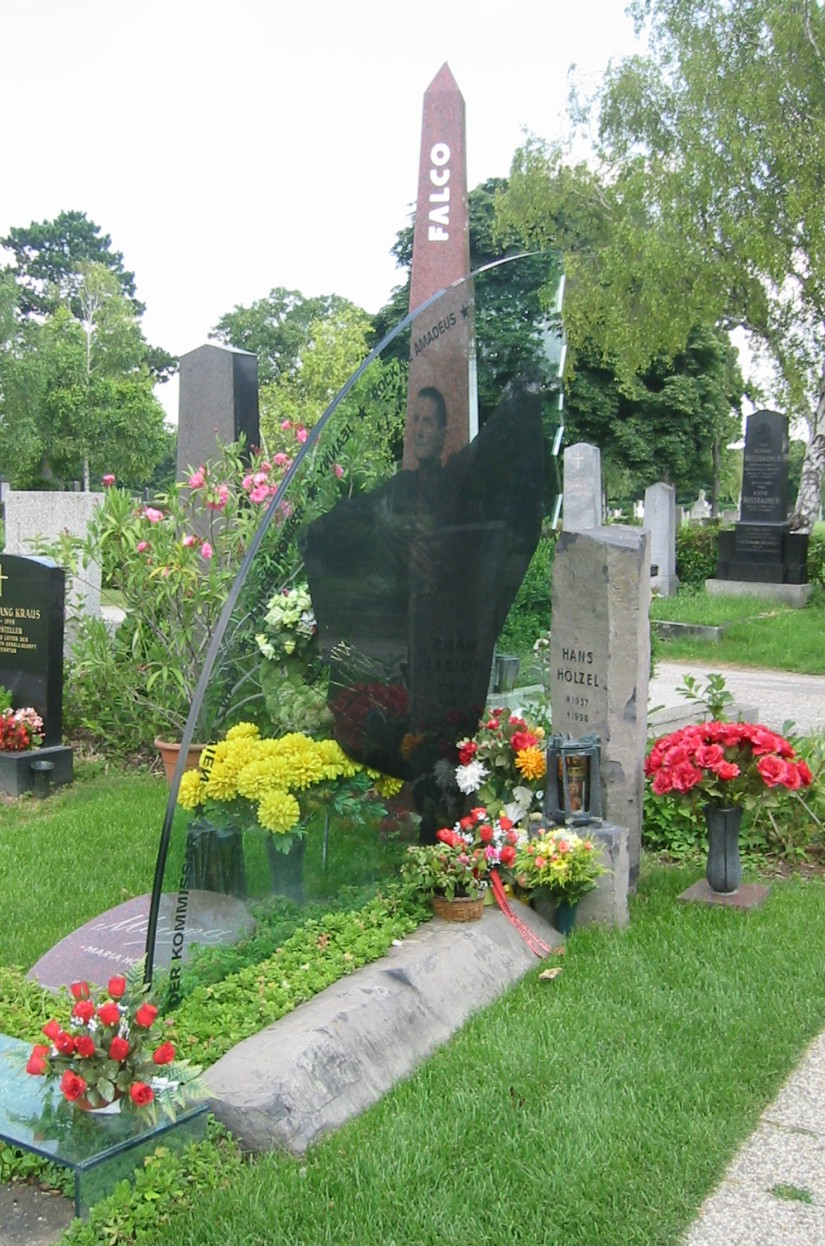
Falco's graf op het Zentralfriedhof in Wenen

Rond oud en nieuw van 1997 had Falco zijn laatste officiële liveoptreden in Excalibur City (Tsjechië) en vloog hij na de kerstviering met zijn moeder terug naar zijn zelfgekozen Caraïbische vaderland, de Dominicaanse Republiek.
Op 6 februari 1998 reed hij tussen de steden Villa Montellano en Puerto Plata van de parkeerplaats af en werd zijn terreinwagen geramd door een bus. Falco was op slag dood. Bij de autopsie werd een waarde van 1,5‰ alcohol in zijn bloed gevonden en werden grote hoeveelheden cocaïne en THC (werkzame stof in marihuana) aangetoond. In de tijd die erop volgde kwam ook het gerucht naar boven drijven dat Falco zelfmoord gepleegd zou hebben. Dit lag in de eerste plaats aan de interpretatie van de tekstregel "Muss ich denn sterben, um zu leben?“ (Nederlandse vertaling: "Moet ik dan sterven, om te leven?") uit het lied Out of the dark. Dit lied werd echter een paar jaar voor zijn dood geschreven en niet door Falco, maar door Torsten Börger.
Na repatriëring van zijn lichaam naar Oostenrijk werd Falco in het bijzijn van meer dan 4000 fans begraven in een speciaal aan hem toegekend eregraf (groep 40, nummer 64) op de Weense algemene begraafplaats, het Wiener Zentralfriedhof. Zijn kist werd naar het graf gedragen door leden van de Weense motorclub "Outsider Austria", die in 1985 hadden gefigureerd in de clip van Rock me Amadeus. Ook jaren na zijn dood is Falco's graf een pelgrimsoord voor zijn fans. Velen van hen leggen er bloemen neer en ontsteken kaarsen bij een glazen kistje aan de voet van het graf.

## Postuum succes

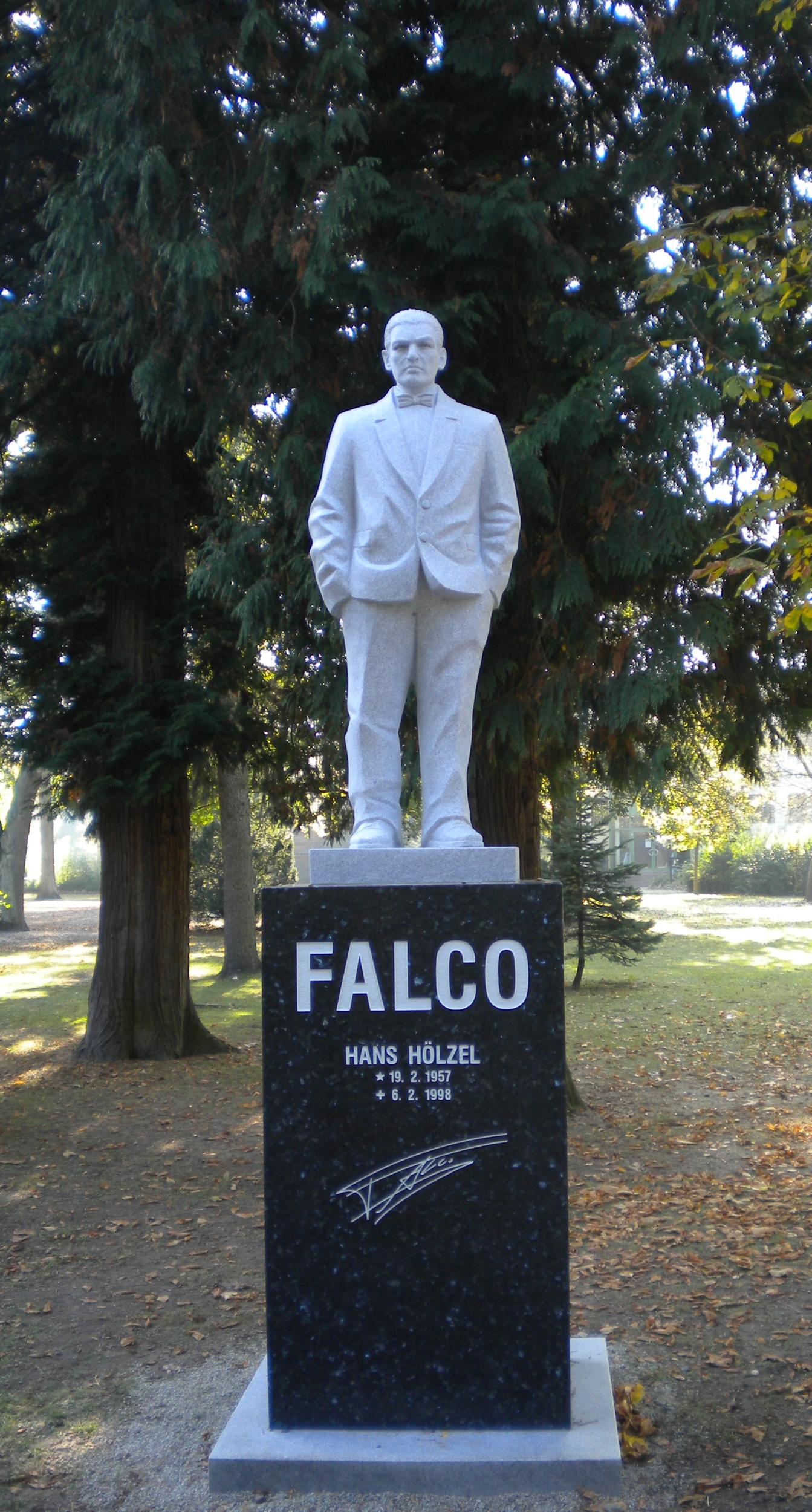
Standbeeld van Falco in Gars am Kamp

Enkele weken na Falco's dood werd het album Out of the dark (Into the light) uitgebracht en groeide uit tot een groot commercieel succes. Het album steeg in Oostenrijk naar de eerste plaats en bleef drie maanden lang in de hitlijsten. In Duitsland stond het bijna een jaar in de Top 100 genoteerd staan. Van dit album werden er alleen al in Duitsland en Oostenrijk 2 miljoen verkocht en van de gelijknamige single zelfs meer dan 3,5 miljoen. Er volgden postuum nog nieuwe releases, waaronder het album Verdammt, wir leben noch met nog niet eerder uitgebrachte nummers.
In 2000 was de première van de multimediashow F@lco – A Cyber Show van Jehoschua Sobol met André Eisermann, Hansi Lang, Roman Gregory, Georgi Aleksandrovitsj Makazaria van de band Stahlhammer in het Weense musicaltheater Ronacher. Het stuk, geregisseerd door Paulus Manker en onder de muzikale leiding van Falco's bandleider Thomas Rabitsch, beschrijft het leven van Falco in strijd met een machtig superego. Het podium was in de zaal ingebouwd in de vorm van het @-symbool en in de stijl van een interactief rockconcert werd de Falco zichtbaar gemaakt met behulp van laser, 3D-animaties en een waterschermprojectie.
Op 24 september 2000 werd de musical Falco meets Amadeus (FMA) in het Berlijnse Theater des Westens opgevoerd. Op 6 april 2006 debuteerde deze musical in het Capitol Theater in Düsseldorf. Ter gelegenheid van de 50ste geboortedag van Falco werd in het jaar 2007 de dubbel-cd en de gelijknamige dvd Hoch wie nie uitgebracht. Deze bereikten binnen de kortst mogelijke tijd de status van dubbelplatina en legden beslag op de eerste plaats in de Oostenrijkse jaarhitlijsten. Op 1 februari 2008 verschenen er naar aanleiding van de 10e sterfdag van Falco een cd en een dvd met de titel Symphonic, ontstaan uit een bandopname van zijn enige concert met een orkest in 1994 in Wiener Neustadt.
Op 7 februari 2008 verscheen de biografische film Falco – Verdammt, wir leben noch! in de Oostenrijkse bioscopen. Als hoofdrolspeler werd de 28-jarige Oostenrijkse musicus Manuel Rube gecast, zanger van de popgroep Mondscheiner.
Op 4 december 2009 verscheen het album The spirit never dies met voor een deel titels die tot dan niet uitgebracht waren. In Oostenrijk bereikte de plaat de status van platina. In Duitsland werd het album met een gouden plaat onderscheiden voor meer dan 100.000 verkopen.
In februari 2017 verscheen voor zijn 60ste geboortedag de dubbel-cd FALCO 60, met daarop zijn hits en twee remixes (Der Kommissar en Vienna calling).

## Privéleven
Het privéleven van Falco was vaak onderwerp van de media. De media-aandacht begon met de zwangerschap van zijn vriendin Isabella Vitkovic, die op 13 maart 1986 in het bijzijn van Falco beviel van hun dochter Katharina Bianca. Twee jaar later, op 17 juni 1988 trouwde Falco met Isabella in Las Vegas. Het huwelijk hield slechts een klein jaar stand. Het contact met zijn dochter bleef voortbestaan. In de herfst van 1993 bleek uit een vaderschapstest dat Falco niet de biologische vader van Katharina Bianca was. Katharina Bianca omschreef in haar in 2008 verschenen boek 'haar vader' als liefdevol en ambitieus. Tot op heden betwijfelt zij de juistheid van de vaderschapstest.
In de jaren negentig werden de veronderstelde drugsproblemen van Falco uitvergroot in de media. Falco trok zich terug in de Dominicaanse Republiek, waar hij wilde werken aan zijn nieuwe album. Falco zei daarover: "Het is niet de vraag wat ik hier doe. Het is meer de vraag wat ik voor gekkigheid uithaal in de tijd dat ik thuis ben". Kort ervoor had Falco het Canadese fotomodel Caroline Perron leren kennen, met wie hij van plan was te trouwen. De relatie werd kort voor zijn 40e verjaardag verbroken.

## Onderscheidingen
In 1986 werd het gouden ereteken van verdienste van de deelstaat Wenen aan Falco verleend door de Weense burgemeester Helmut Zilk. In 2003 werd in de buurt van Falco's voormalige woonhuis in Margareten de trap bij het station van de ondergrondse bij de Kettenbrückengasse naar hem vernoemd: de Falcostiege. Op het gebied van stratennamen volgde in 2008 nog de benoeming van de Falcogasse, een straatje dat de woonwijk Trabrenngründe in het Weense district Donausstadt doorkruist en waar Falco ooit samen met zijn moeder woonde. De feestelijke onthulling van het straatbordje van het ongeveer 250 meter lange pad vond plaats in juni 2009.
Österreichische Post eerde Falco op 18 maart 1994 met de uitgifte van een postzegel van 6 Shilling.

## Artiestennaam
Falco noemde zichzelf naar de DDR-skispringer Falko Weißpflog en liet zich bij optredens van de band Hallucination Company als Falco Gottehrer aankondigen. Na enige tijd kortte hij zijn pseudoniem in en noemde zich alleen nog Falco. Hij sprak meerdere malen over zijn artiestennaam.
Wanneer een intelligente journalist me … vraagt: Falco, hoe zit het nu werkelijk, hoeveel van jou is Falco en hoeveel is Hans Hölzel? dan krijg ik een aanval van schizofrenie.— Falco, 1990
Ik ben ervan overtuigd dat met de naam Hans Hölzel geen eer te behalen is wanneer je in 1981 een carrière in de muziekbusiness wilt beginnen ... Falco was een goed idee, toch? Een Duitse naam, die het destijds in 1980 goed deed, die daarnaast ook ... een internationale signatuur had en ik er geen idee van had, niet kon bedenken, hoe groot dit alles nog zou worden.— Falco (1993) gesprek met de muziekjournalist Norbert Ivanek

## Stijl

### Muziek
Over het algemeen wordt Falco ingedeeld bij de popmuziek met rock-invloeden. In de beginperiode drukten vooral de New Wave en de Neue Deutsche Welle (letterlijke vertaling: Nieuwe Duitse Golf) een stempel op zijn muziek. Hierbij wordt meestal gebruik gemaakt van elementen als synthesizer, sprekend zingen en beats tussen de 80 en 120 bpm. Tijdens zijn muzikale loopbaan wisselde Falco meerdere keren van muziekstijl. Kort voor de release van zijn album Nachtflug (1992) zei Falco daarover: "Dit is nu mijn zevende elpee en voor het eerst ben ik stijlvast, want ik heb er geen. Ik heb een journalistieke manier van scherpe boodschappen, van het minimaliseren, het opschrijven, maar muzikaal gezien kan ik me aan elke stijl aanpassen".
Zijn eerste albums vertoonden sterke overeenkomsten met de Berlin-trilogy van David Bowie, de albums Low, Lodger en "Heroes". Falco's nummer Nie mehr Schule is een instrumentaal plagiaat van Speed of life van het album Low. Andere overeenkomsten zijn terug te vinden tussen Heroes en Helden von heute, tussen Let's dance en Junge Roemer, en Sound and vision en Sand am Himalaya (van het album Wiener Blut).
Met name waren er bij Falco invloeden te horen uit de hiphop en funk. In nummers als Der Kommissar ontwikkelde hij een eigen rapstijl. Daarmee geldt Falco voor heel Europa als een van de pioniers in deze stijl en dan in het bijzonder op het Duitstalige vlak.
Met zijn tweede album Junge Roemer (1984) ging Falco in de richting van de popgeoriënteerde funk. Ondanks lovende uitingen door muziekcritici, werd het album bij het publiek niet erg goed ontvangen. In een later interview zei Falco daarover: "Junge Roemer was economisch gezien een absolute flop, maar qua presentatie was het heel exorbitant."
De volgende albums, Falco 3 (1985) en Emotional (1986), gingen in de richting van de pop, waarbij ook de invloeden van rock (America) en soul (Emotional) terug te vinden zijn. De in 1988 verschenen elpee Wiener Blut had een rockalbum moeten worden. De titeltrack is oorspronkelijk afkomstig van een opnamesessie voor Falco 3 en lijkt sterk op het nummer Vienna calling.
In 1990 werkte Falco voor het album Data de groove opnieuw samen met Robert Ponger, die ook zijn debuutalbum produceerde. Hij wilde daarmee ook muzikaal aansluiten op Einzelhaft (1982), maar er zijn maar weinig overeenkomsten met dit album. De productie door Ponger, die er moderne dance-elementen uit de jaren negentig in verwerkte, kreeg als kritiek te experimenteel te zijn.
Twee jaar later verscheen het album Nachtflug, opnieuw een productie van Bolland & Bolland. Op muzikaal gebied trok Falco de lijn van Falco 3 en Emotional door. Het album valt onder de poprock, waarbij er ook nummers met invloeden uit de reggae en latin te vinden zijn, zoals bij nummers als Yah-vibration of Propaganda.
In 1995 en '96 werden er twee nieuwe nummers geïntroduceerd: Mutter der Mann mit dem Koks ist da en Naked, die beide in de richting van techno/eurodance gaan. Deze twee nummers maakten ook deel uit van het postuum verschenen album Out of the dark (Into the light)) en geven hiermee de muzikale richting aan. Falco over techno: "Natuurlijk is techno niet mijn soort muziek ... maar wie techno als een spontane en tijdelijke toestand ziet, heeft het jammer genoeg niet begrepen: techno is dé jeugdcultuur van de jaren negentig."

### Teksten
Falco's teksten kenmerken zich door meertaligheid en het gebruik van woordgrapjes in de stijl van de Wiener Gruppe (met: H. C. Artmann, Gerhard Rühm en Ernst Jandl). Hij geldt als de uitvinder van het zogenaamde „Manhattan-Schönbrunner-Deutsch“, een mix van Weens dialect, hoog-Duits en Engels. Inhoudelijk bevatten de teksten meestal de thema's liefde, moreel verval, drugsgebruik en de gevolgen ervan (zoals Ganz Wien en Der Kommissar) en zijn vaak beïnvloed door Weense grappen. Over het liedje Mutter der Mann mit dem Koks ist da zei Falco: "Het lied heeft feitelijk hetzelfde thema als Der Kommissar. De laatste jaren is gebleken dat steeds weer dezelfde mensen zich geroepen hiervan weer een hit maken."
Voor het overige waren zijn teksten humoristisch of hebben ze een cynisch ondertoon. Een voorbeeld daarvan is het nummer Titanic:
"De Titanic zinkt in paniek - helemaal alleen, maar elegant
met al die miljoenen cash en al het dure kant
De Titanic zinkt in paniek - helemaal alleen, maar goed,
Want wie zich redt, die heeft voor de ondergang geen moed
Decadentie voor jou en mij, decadentie in overvloed"
— Falco in: Titanic (1992)
In de jaren negentig gaf Falco les aan een klas bij de dichtschool (Schule für Dichtung) van Christian Ide Hintze. De naam van de cursus was "Schrijft Falco teksten? en zo ja, hoe?".

### Hiphop
Falco wordt met de introductie van zijn op een ritmische manier van zingen van een tekst gezien als een van de eerste Duitstalige rappers en wordt ook vaak "de eerste blanke rapper" genoemd. Deze voortrekkersrol is echter zeer omstreden in de internationale hiphopscene. In 1982 ging Falco naar New York om daar met zijn nummer Der Kommissar voet aan de grond te krijgen. Het nummer werd bijzonder vaak in New Yorkse clubs door hiphop-dj Afrika Bambaataa gedraaid. Hij was van plan samen met hem een tweede album te maken, maar dit is er niet van gekomen. Vooral in de Oostenrijkse media werd Falco vaak als een van de grondleggers van dit genre genoemd, maar anderen wilden hem deze rol in de muziek niet toebedelen. Zelf zei hij dat hij zich als popmuzikant zag en niet als hiphopper.
In 1997 nam Falco hierover stelling bij de Oostenrijkse underground radiozender FM4 tijdens een discussie met de Weense rapgroep Schönheitsfehler. Hij zei toen, dat hij zich niet distantieerde van de hiphop, maar zich niet kon vinden in de sociaalkritische uitspraken ervan.
Ik heb de hiphop geleefd. Niet op de Amerikaanse manier, maar meer de Weense hiphop.— Falco, 1997

### Muziekvideo's
Falco's videoclips werden sinds de tweede release van Der Kommissar geproduceerd door het duo DoRo (Torpedo Twins). De waarschijnlijk bekendste muziekclip was die bij het nummer Rock me Amadeus, waarbij Falco optrad als "Mozart-punk". Deze clip kwam voort uit het idee om de film Amadeus visueel opnieuw te bewerken.

## Invloed op en reacties van anderen

### Kritiek
Al in het begin van zijn carrière stootte Falco met zijn muziek op stevige kritiek door de media. De Oostenrijkse radiozender Ö3 wilde zijn eerste nummers That scene en Der Kommissar (1981) niet draaien, met als reden dat deze gezongen zouden zijn door een geestelijk gestoorde. Uiteindelijk moest ook Ö3 deze nummers draaien, met als commentaar bij bijv. Junge Roemer (1984): "Dat was Falco en vanaf nu draaien we fatsoenlijke muziek." Toen Falco zijn eerste grote successen geboekt had, trad hij vaak op in radio- en televisieprogramma's. Hierin werd zijn door hemzelf ontwikkelde kunsttaal als arrogant bestempeld. Sommigen meenden dat hij zich met een eigen dialect wilde afzetten tegen anderen.
Ook de verstandhouding met Rudi Dolezal en Hannes Rossacher, zijn videoproducers, was in de loop van zijn carrière verslechterd. Hij distantieerde zich, zowel privé als openlijk en onder veel kritiek van andere bekende Oostenrijkse muzikanten als Rainhard Fendrich en Klaus Eberhartinger, die hem na zijn dood als vriend betitelden. Na Falco's dood verschenen er meerdere onthullingen rondom zijn persoon en zijn muziek. Deze commercialisering werd publiekelijk vaak bekritiseerd. Zo moesten de documentaire Hoch wie nie en het gelijknamige boek van DoRo, maar ook de postuum uitgebrachte elpee Symphonic van Thomas Rabitsch kritiek ontgelden.

### Muzikale invloed
Falco wordt met zijn muziekstijl gezien als een van de voorlopers op het gebied van de Duitstalige rap. Zo gebruikte de Duitse rapper Fler de melodie van de Falco's Rock me Amadeus in zijn nieuwe nummer NDW 2005. In de bijbehorende clip draagt hij een T-shirt met Falco's beeltenis. Het nummer Jeanny wordt als melodievoorbeeld gebruikt voor de liedjes An Tagen wie diesen van de Duitse hiphopgroep Fettes Brot en Neue numma 1 van de Berlijnse Fler. De Duitse rapgroep Die Fantastischen Vier (Fanta4) verleende Falco muzikale eer met het album Fornika (2007). Voor het nummer Nikki war nie weg gebruikten ze de melodie van Rock me Amadeus. Daarbij sprak Fanta4-lid Smudo vaak zeer respectvol over Falco. Ook de Amerikaanse band Bloodhound Gang verwerkte Rock me Amadeus in het nummer Mope en eerde Falco in dit lied als "vader van de Duitse rap".

### Falco en Drahdiwaberl
Nadat Ganz Wien een geliefd nummer op de concerten van Drahdiwaberl geworden was, werd het debuutalbum van de band met de naam Psychoterror geproduceerd. Het nummer Ganz Wien is hierop ook terug te vinden. In 1983 nam Falco samen met zijn voormalige band het nummer Die Galeere op. Al in 1985 werd de Oostenrijker Michael Patrik Simoner door de bandleider van Drahdiwaberl Stefan Weber als Falco-dubbel ontdekt en kreeg hij een contract. Sinds de dood van Falco treedt hij op als enige door de Falco-stichting geautoriseerde Falco-vertolker met zijn shows Falco forever en A Tribute to Falco. Hij werkt daarbij deels ook samen met personen die Falco ook al artistiek en organisatorisch terzijde stonden.

## Trivia
- 1985: In de sciencefictionserie Perry Rhodan verscheen een figuur met de naam "Falco Hoelzel". Deze figuur werd bij wijze van huldeblijk door de schrijver verwerkt in de uitgaves genummerd 1263 en 1268. Falco was een lezer van de serie. In de uitgave 1263 viel de romanfiguur zonder parachute omlaag.[26] (Falco zong in Maschine brennt: "Er zijn alleen nadelige gevolgen voor degene die zonder parachute springt".)
- 1985: Falco speelde zichzelf in de film Der Formel Eins Film.
- 1998: Tribute to Falco van "The Bolland Project feat. Alida" bereikte in 1998 de 95e plaats in de Duitse hitlijsten.[27]
- 2000 (circa): De Oostenrijkse band Erste Allgemeine Verunsicherung stak op het album Austropop in Tot-Weiß-Tot (onder het pseudoniem Klaus Eberhartinger & Die Gruftgranaten) de draak met muzikanten uit het Duitse en Zuid-Duitse gebied door bekende hits van hen te 'bewerken'. Ook Falco bleef hiervan niet verschoond. Uit zijn hit Rock Me Amadeus ontstond Fragt's mi, wann man gehn muss.
- 2004: Bij de voorselectie van het Eurovisie Songfestival in 2004 werd het door Falco geschreven, maar tot dan toe niet uitgebrachte lied Sexuality gebruikt. Het lied werd gezongen door André Leherb. Hij behaalde de negende en daarmee de een na laatste plaats.
- 2004: Bij een veiling in juli 2004 werd Falco's in 1982 gekochte oude Mercedes 280 CE voor 50.000 euro aan de hoogst biedende verkocht.
- 2017: In januari verscheen ter ere van Falco's 60e verjaardag de striproman getiteld Falco – Die Legende lebt.[28]
- 2017: Een dag voor Falco's 60e geboortedag, op 18 februari, werd in het Berlijnse Admiralspalast-theater Falco – das Musical opgevoerd.[29]
- Volgens zijn beste vriend was de doodsoorzaak liefdesverdriet.[30]

## Onderscheidingen
- Goldene Europa (Duitse tv-prijs)
  - 1982: kunstenaar van het jaar
  - 1986: kunstenaar van het jaar
- Bravo Otto (Bravo is een Duits tijdschrift)
  - 1985: beste zanger
  - 1986: beste zanger
- Echo (Duitse muziekprijs door de Phono-Akademie)
  - 1999: levenswerk
- Amadeus Austrian Music Award
  - 2000: levenswerk en als kunstenaar Pop/Rock nationaal
  - 2005: Muziek-dvd van het jaar – Live Donauinsel + Stadthalle Wien
  - 2007: Muziek-dvd van het jaar – Hoch wie nie

Met vier nummer 1-hits, Der Kommissar, Rock me Amadeus, Jeanny, part I en Coming home (Jeanny part 2, One year later), behoorde Falco tot de succesvolste artiesten van de Duitse hitlijsten vanaf 1980. In Oostenrijk had hij tussen 1981 en 1986 drie nummer 1-hits. Daarnaast stonden 8 van zijn singles in de Oostenrijkse top-3 genoteerd.

## Discografie

### Albums
Hieronder staan de hitnoteringen voor de reguliere albums van Falco en het postume album Hoch wie nie. Hiernaast zijn verzamelalbums en remixalbums verschenen.
| Jaar                     | album | AT | D  | CH | NL | UK | VS | NZ | N |
| ------------------------ | ----- | -- | -- | -- | -- | -- | -- | -- | - |
| Einzelhaft               | 1982  | 1  | 19 | -  | -  | -  | 64 | 45 | - |
| Junge Roemer             | 1984  | 1  | -  | -  | -  | -  | -  | -  | - |
| Falco 3                  | 1985  | 1  | 2  | 1  | 16 | 32 | 3  | 2  | 3 |
| Emotional                | 1986  | 1  | 1  | 5  | -  | -  | -  | -  | 7 |
| Wiener Blut              | 1988  | 2  | 9  | 12 | -  | -  | -  | -  | - |
| Data de groove           | 1990  | 11 | -  | -  | -  | -  | -  | -  | - |
| The remix hit collection | 1991  | -  | -  | -  | -  | -  | -  | -  | - |
| Nachtflug                | 1992  | 1  | 73 | -  | -  | -  | -  | -  | - |
| Out of the dark          | 1998  | 1  | 3  | 4  | -  | -  | -  | -  | - |
| Live forever             | 1999  | -  | -  | -  | -  | -  | -  | -  | - |
| Verdammt wir leben noch  | 2000  | 3  | 35 | -  | -  | -  | -  | -  | - |
| Donaulinsel live         | 2004  | -  | -  | -  | -  | -  | -  | -  | - |
| Hoch wie nie             | 2007  | 1  | 2  | 5  | -  | -  | -  | -  | - |
| Symphonic                | 2008  | -  | -  | -  | -  | -  | -  | -  | - |
| The spirit never dies    | 2009  | 1  | 3  | 33 | -  | -  | -  | -  | - |
| FALCO 60                 | 2017  | -  | -  | -  | -  | -  | -  | -  | - |

### Singles
Hieronder staan de hitnoteringen voor de reguliere albums van Falco en het postume album Hoch wie nie. Hiernaast zijn verzamelalbums en remixalbums verschenen.
| Jaar                                          | single | AT | D  | CH | NL | B  | UK | VS | NZ | N | S  | F  |
| --------------------------------------------- | ------ | -- | -- | -- | -- | -- | -- | -- | -- | - | -- | -- |
| That scene (Ganz Wien)                        | 1981   | 72 | -  | -  | -  | -  | -  | -  | -  | - | -  | -  |
| Der Kommissar / Helden von heute              | 1981   | 1  | 1  | 2  | 17 | 26 | -  | -  | 4  | 3 | 4  | -  |
| Maschine brennt                               | 1982   | 10 | 4  | -  | -  | -  | -  | -  | -  | 4 | -  | -  |
| Zuviel Hitze                                  | 1982   | -  | -  | -  | -  | -  | -  | -  | -  | - | -  | -  |
| On the run (Auf der Flucht)                   | 1982   | -  | -  | -  | -  | -  | -  | -  | -  | - | -  | -  |
| Junge Roemer                                  | 1984   | -  | 8  | 24 | -  | -  | -  | -  | -  | - | -  | -  |
| Nur mit dir                                   | 1984   | -  | -  | -  | -  | -  | -  | -  | -  | - | -  | -  |
| Kann es Liebe sein?                           | 1984   | -  | -  | -  | -  | -  | -  | -  | -  | - | -  | -  |
| Rock me Amadeus                               | 1985   | 1  | 1  | 2  | 2  | 2  | 1  | 1  | 1  | 6 | 1  | -  |
| Vienna Calling                                | 1985   | 4  | 3  | 7  | -  | 13 | 10 | 18 | 10 | - | 11 | -  |
| Jeanny (part I)                               | 1985   | 1  | 1  | 1  | 1  | 2  | 68 | -  | -  | 1 | 7  | 25 |
| The sound of Musik                            | 1986   | 4  | 4  | 11 | -  | 27 | 61 | -  | 29 | - | -  | -  |
| Coming home (Jeanny part II, ein Jahr danach) | 1986   | 1  | 4  | 3  | -  | -  | -  | -  | -  | 4 | 11 | -  |
| Macho macho                                   | 1985   | -  | -  | -  | -  | -  | -  | -  | -  | - | -  | -  |
| Emotional                                     | 1987   | 50 | -  | -  | -  | -  | 85 | -  | -  | - | -  | -  |
| Body next to body                             | 1987   | 22 | 6  | -  | -  | -  | -  | -  | -  | - | -  | -  |
| Wiener Blut                                   | 1988   | 9  | 4  | 24 | -  | -  | -  | -  | -  | - | -  | -  |
| Satellite to Satellite                        | 1988   | -  | -  | -  | -  | -  | -  | -  | -  | - | -  | -  |
| Garbo                                         | 1988   | -  | -  | -  | -  | -  | -  | -  | -  | - | -  | -  |
| Do it again                                   | 1988   | -  | -  | -  | -  | -  | -  | -  | -  | - | -  | -  |
| Data de groove                                | 1990   | -  | 12 | -  | -  | -  | -  | -  | -  | - | -  | -  |
| Charisma Kommando                             | 1990   | -  | -  | -  | -  | -  | -  | -  | -  | - | -  | -  |
| Nachtflug                                     | 1992   | -  | -  | -  | -  | -  | -  | -  | -  | - | -  | -  |
| Monarchy now                                  | 1988   | -  | -  | -  | -  | -  | -  | -  | -  | - | -  | -  |
| Titanic                                       | 1992   | 47 | 3  | -  | -  | -  | -  | -  | -  | - | -  | -  |
| Dance Mephisto                                | 1992   | -  | 17 | -  | -  | -  | -  | -  | -  | - | -  | -  |
| Mutter, der Mann mit dem Koks ist da          | 1996   | 11 | 3  | 30 | -  | -  | -  | -  | -  | - | -  | -  |
| Naked                                         | 1996   | 50 | 4  | -  | -  | -  | -  | -  | -  | - | -  | -  |
| Egoist                                        | 1998   | 4  | 6  | 19 | -  | -  | -  | -  | -  | - | -  | -  |
| Push! Push!                                   | 1998   | 50 | 9  | -  | -  | -  | -  | -  | -  | - | -  | -  |
| Out of the dark                               | 1998   | 2  | 2  | 3  | -  | -  | -  | -  | -  | - | -  | -  |
| Der Kommissar (Jason Nevins and Club...)      | 1998   | -  | 39 | -  | -  | -  | -  | -  | -  | - | -  | -  |
| Europa                                        | 1999   | -  | -  | -  | -  | -  | -  | -  | -  | - | -  | -  |
| Verdammt wir leben noch                       | 1999   | -  | 26 | -  | -  | -  | -  | -  | -  | - | -  | -  |
| Männer des Westens                            | 2007   | 7  | 55 | 14 | -  | -  | -  | -  | -  | - | -  | -  |
| Falcos 1.                                     | 2007   | -  | -  | -  | -  | -  | -  | -  | -  | - | -  | -  |
| Die Königin von Eschnapur                     | 2008   | -  | -  | -  | -  | -  | -  | -  | -  | - | -  | -  |
| The spirit never dies (Jeanny final)          | 2009   | 9  | -  | 3  | -  | -  | -  | -  | -  | - | -  | -  |
| Kissing in the Kremlin                        | 2010   | -  | -  | -  | -  | -  | -  | -  | -  | - | -  | -  |
| Zwischen Zeit & Raum (Nazar ft. Falco)        | 2014   | 4  | -  | 14 | -  | -  | -  | -  | -  | - | -  | -  |
| JNG RMR 1                                     | 2017   | -  | -  | -  | -  | -  | -  | -  | -  | - | -  | -  |
| JNG RMR 2                                     | 2017   | -  | -  | -  | -  | -  | -  | -  | -  | - | -  | -  |
| JNG RMR 3                                     | 2017   | -  | -  | -  | -  | -  | -  | -  | -  | - | -  | -  |
| JNG RMR 4                                     | 2017   | -  | -  | -  | -  | -  | -  | -  | -  | - | -  | -  |
| JNG RMR 5                                     | 2017   | -  | -  | -  | -  | -  | -  | -  | -  | - | -  | -  |
| JNG RMR 6                                     | 2017   | -  | -  | -  | -  | -  | -  | -  | -  | - | -  | -  |

### NPO Radio 2 Top 2000
| Nummers met noteringen in de NPO Radio 2 Top 2000 | '99 | '00  | '01  | '02  | '03  | '04  | '05  | '06  | '07 | '08  | '09 | '10 | '11  | '12  | '13  | '14  | '15  | '16 | '17 | '18 | '19 | '20 | '21 | '22 | '23 | '24 |
| ------------------------------------------------- | --- | ---- | ---- | ---- | ---- | ---- | ---- | ---- | --- | ---- | --- | --- | ---- | ---- | ---- | ---- | ---- | --- | --- | --- | --- | --- | --- | --- | --- | --- |
| Jeanny                                            | 103 | 58   | 67   | 70   | 94   | 101  | 143  | 141  | 207 | 133  | 188 | 182 | 169  | 165  | 193  | 132  | 153  | 107 | 102 | 131 | 168 | 152 | 151 | 154 | 160 | 170 |
| Rock Me Amadeus                                   | -   | 1188 | 1045 | 1033 | 1986 | 1660 | 1631 | 1667 | -   | 1848 | -   | -   | 1814 | 1760 | 1704 | 1744 | 1707 | -   | -   | -   | -   | -   | -   | -   | -   | -   |

1. ↑  Een '-' betekent dat het nummer niet was genoteerd en een vetgedrukt getal geeft de hoogste notering van een nummer aan.